# せいいっぱい、つたえたい!
「せいいっぱい、つたえたい！」は、三森すずこの楽曲。大森祥子が作詞、サイトウヨシヒロが作曲を手掛けた。4枚目のシングルとして、2014年8月6日にポニーキャニオンから発売された。

## 概要
三森のシングルとしては、前作「ユニバーページ」から約10ヶ月ぶりのリリースとなる。
本曲は、三森が主人公のるるも役を演じるテレビアニメ『まじもじるるも』のオープニングテーマに起用された。
販売形態は、初回限定盤（PCCG-1413）と通常盤（PCCG-70217）の2種リリースで、初回限定盤には本曲のMV・オフショットメイキングを収録したDVDに加えて、フルカラーブックレット、バイノーラル録音のドラマCDが封入されている。通常盤にはアニメ描き下ろしイラストジャケットが使用されている。

## 収録曲

### CD
| #         | タイトル                                    | 作詞      | 作曲・編曲       | 時間  |
| --------- | ------------------------------------------- | --------- | ---------------- | ----- |
| 1.        | 「せいいっぱい、つたえたい!」               | 大森祥子  | サイトウヨシヒロ | 3:45  |
| 2.        | 「純情DaDanDan」                            | しほり    | 小松一也         | 4:01  |
| 3.        | 「せいいっぱい、つたえたい!」(Instrumental) |           |                  | 3:45  |
| 4.        | 「純情DaDanDan」(Instrumental)              |           |                  | 3:59  |
| 合計時間: | 合計時間:                                   | 合計時間: | 合計時間:        | 15:30 |

| #  | タイトル                                   | 作詞 | 作曲・編曲 |
| -- | ------------------------------------------ | ---- | ---------- |
| 1. | 「せいいっぱい、つたえたい!」(Music Video) |      |            |
| 2. | 「オフショットメイキング」                 |      |            |
| 3. | 「メイキング」                             |      |            |

## 他アーティストによるカヴァー
- 森嶋優花 - カラオケ『LIVE DAM STADIUM・LIVE DAM Ai あにそんボーカル』にて2018年12月26日より配信[5]。2019年10月1日からはLIVE DAM Aiでは森嶋優花出演の映像も配信[6]。